# William Blake
William Blake (Londen, 28 november 1757 – aldaar, 12 augustus 1827) was een Engelse schrijver, dichter, tekenaar, schilder en graveur.

## Leven en werk
Blake groeide op in een warm en onconventioneel middenstandsgezin in Londen. Zijn vader James was van Ierse afkomst en heette eigenlijk O'Neill. De jonge William was een obstinate jongen; hij ging niet naar school en ontving zijn opleiding grotendeels van zijn moeder. Hij las alles wat los en vast zat, waaronder Shakespeare, Milton, Ben Jonson en de Bijbel en deed ook de nodige kennis op van Frans, Italiaans, Latijn, Grieks en Hebreeuws. Al spoedig werd zijn artistieke talent herkend en aangemoedigd. Ook bleek hij een mystieke inslag te hebben en zou hij visioenen gezien hebben, waardoor hij zich in zijn latere leven ook zou laten leiden.
Op veertienjarige leeftijd ging hij in de leer bij de graficus James Basire. Deze liet hem schetsen en tekeningen maken van Westminster Abbey en andere oude kerken in Londen. In die tijd onderging hij de invloed van de gotiek. Toen hij 21 was, werd hij toegelaten tot de Royal Academy of Arts. Hij wilde echter meer zijn dan alleen graficus en verzette zich bovendien tegen de heersende conventionele kunstopvattingen. Na zijn huwelijk met Catherine Boucher in 1782 wist hij op aandringen en met steun van enkele vrienden een eerste publicatie te laten verschijnen: Poetical sketches (1783).
Hoewel zijn mystieke inslag leidde tot met veel symboliek beladen en vaak duister werk, waarin hij een eigen mythologie ontwikkelde, verscheen in 1789 zijn Songs of Innocence met eenvoudige lyrische gedichten. In 1794 werd hier in een heruitgave Songs of Experience aan toegevoegd. Dit laatste werk werd nooit apart uitgegeven maar altijd als eenheid met het eerdere, onder de titel Songs of Innocence and of Experience showing the Two Contrary States of the Human Soul. In 2016 verscheen een Nederlandse vertaling.
Zijn belangrijkste prozawerk, met gravures, The Marriage of Heaven and Hell ontstond in 1790. In dit werk uit zich zijn verlangen naar vrijheid. De erin opgenomen Proverbs of Hell bevatten een beknopte weergave van zijn levens- en kunstbeschouwing; zijn revolutionaire ideeën verwoordde hij in The French Revolution (1791), America (1793) en Visions of the Daughters of Albion (1793). In zijn latere werken als Milton (1804-1808) en Jerusalem (1804-1820) maakte zijn wanhoop plaats voor een filosofie waarin de redding wordt gezien in liefde en vergeving.
In 1794 maakte hij het schilderij The Ancient of Days. Het doek heeft een grootte van 23,3 cm × 16,8 cm. De techniek die Blake gebruikte was reliëfetsen met waterverf. Het werk wordt bewaard in het British Museum in Londen.
Uit het werk van Blake blijkt dat hij de verbeelding belangrijker vond dan de rede. Blake plaatste vraagtekens bij alle heersende waarden van zijn tijd, op het gebied van kunst, religie en filosofie. Zijn poëzie liep vooruit op de grote veranderingen die zouden komen: het loslaten van de conventies van de 18e eeuw.
Zijn moeilijke mystieke gedichten worden weinig gelezen. Wellicht kon hij in de werken geen goede uitdrukkingsvorm vinden voor zijn ideeën. In de kortere gedichten weet hij zich echter volkomen open te stellen voor de lezer.
William Blake stierf in 1827 en werd begraven op Bunhill Fields in Londen.

## Muzikaal eerbetoon
- De Ierse band U2 bracht in 2014 het op de gedichten van Willam Blake geïnspireerde album Songs of Innocence uit, gevolgd door Songs of Experience in 2017.
- Zijn bekende vers dat begint met And did those feet in ancient time werd gebruikt voor het nummer God Song van het Bad Religion-album Against the Grain.
- Zijn uitspraak "The road of excess leads to the palace of Wisdom" werd het credo van de Amerikaanse rockgroep The Doors, met name van de leadzanger Jim Morrison. (De naam van de groep verwijst echter naar het boek van Aldous Huxley The Doors of Perception en niet naar de versregel van Blake waarop Huxley weer zijn boektitel heeft gebaseerd.)
- Op het album Hoe sterk is de eenzame fietser van Boudewijn de Groot uit 1973 staan twee liedjes die gebaseerd zijn op teksten van William Blake: Kindermeidslied (Nurse's Song) en De kleine schoorsteenveger (The Chimney Sweeper), beide vertaald door Ruud Engelander.
- De Belgische componist Lucien Posman zette ca. 55 gedichten van William Blake op muziek in wisselende bezettingen. Hiertoe behoren: alle Songs of Innocence and of Experience (1986-2018), The Book of Los (2000), The Book of Thel (2001), The Mental Traveller (2008), Wheel within Wheel (1987) enz.

## Galerij

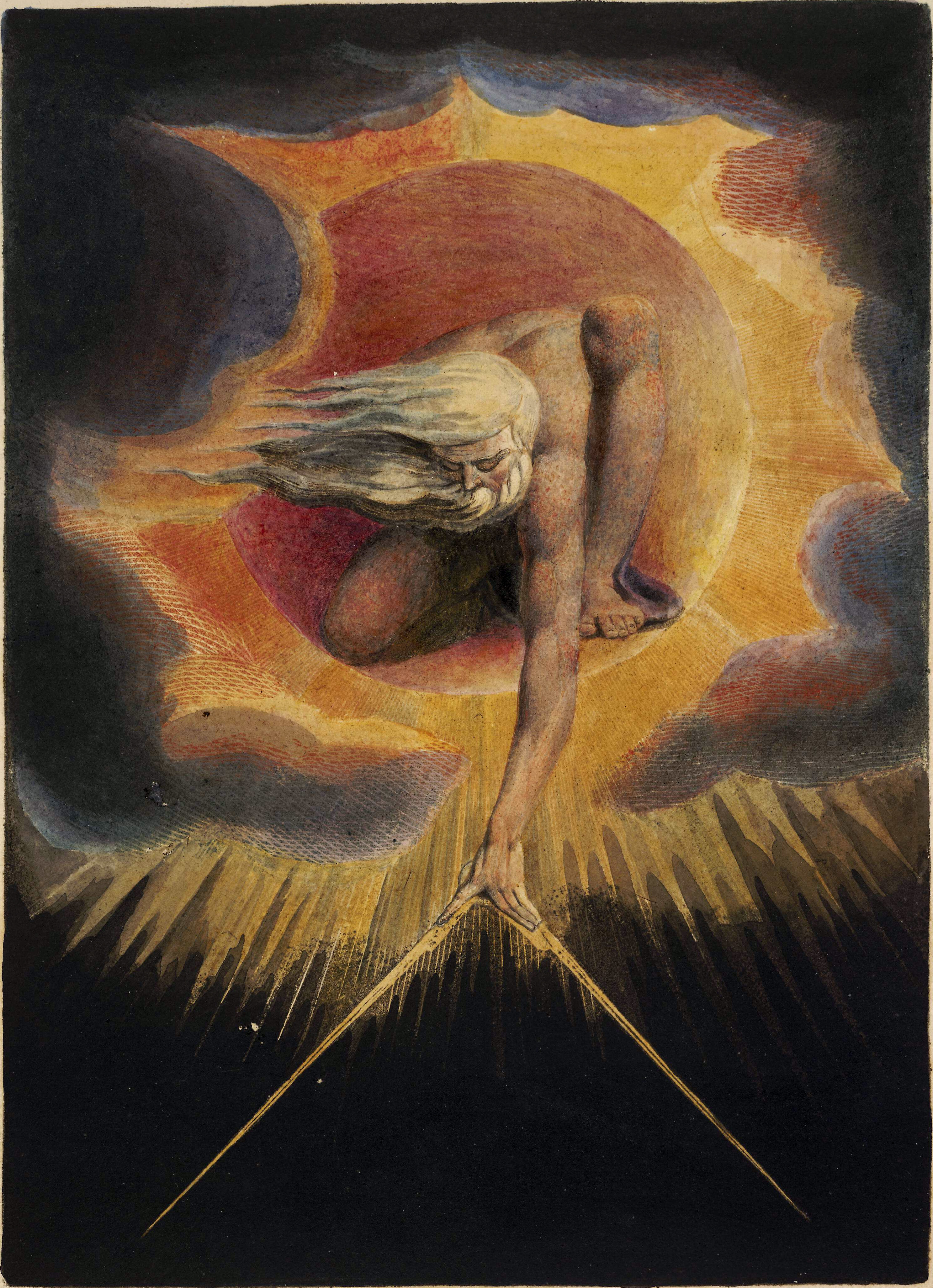
Ancient of Days, 1794, British Museum, Londen
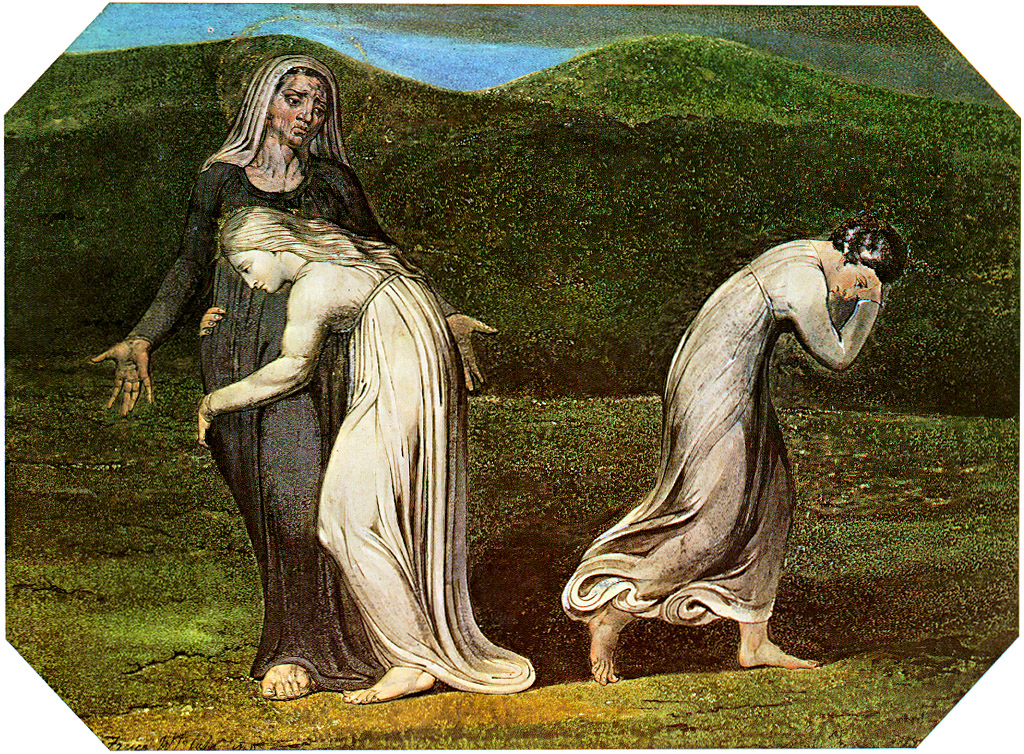
Naomi smeekt Ruth en Orpah terug te keren naar het Land Moab, 1795
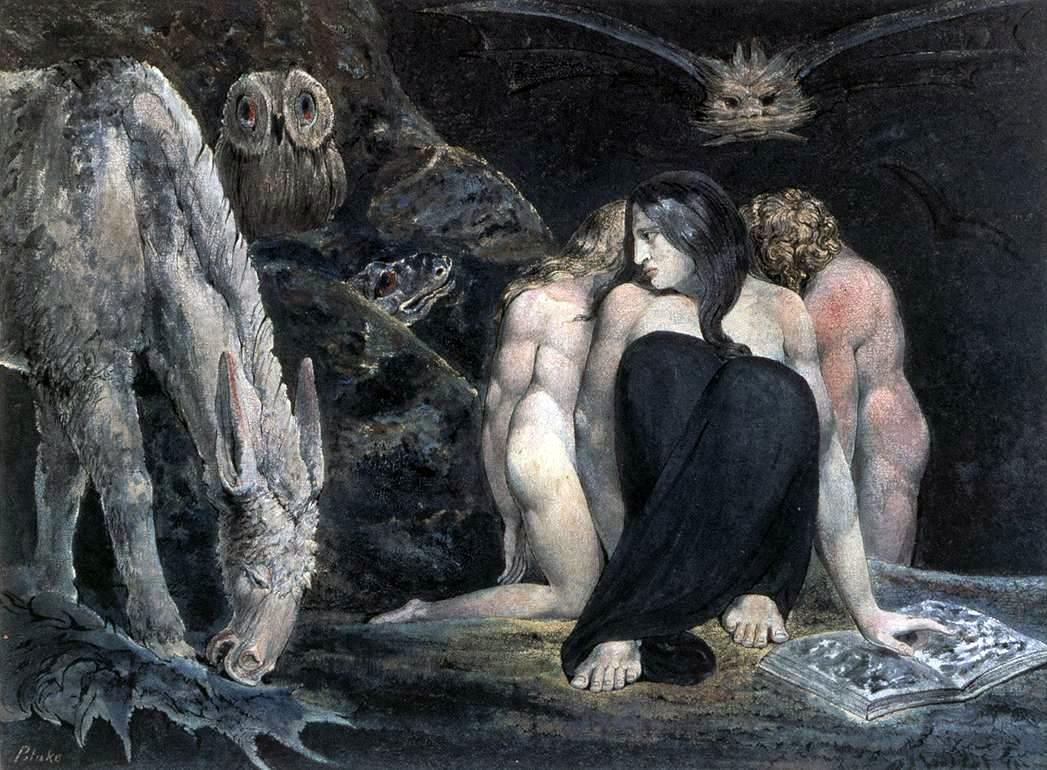
Hecate of De nacht van Enitharmons vreugde, 1795, Tate Britain, Londen
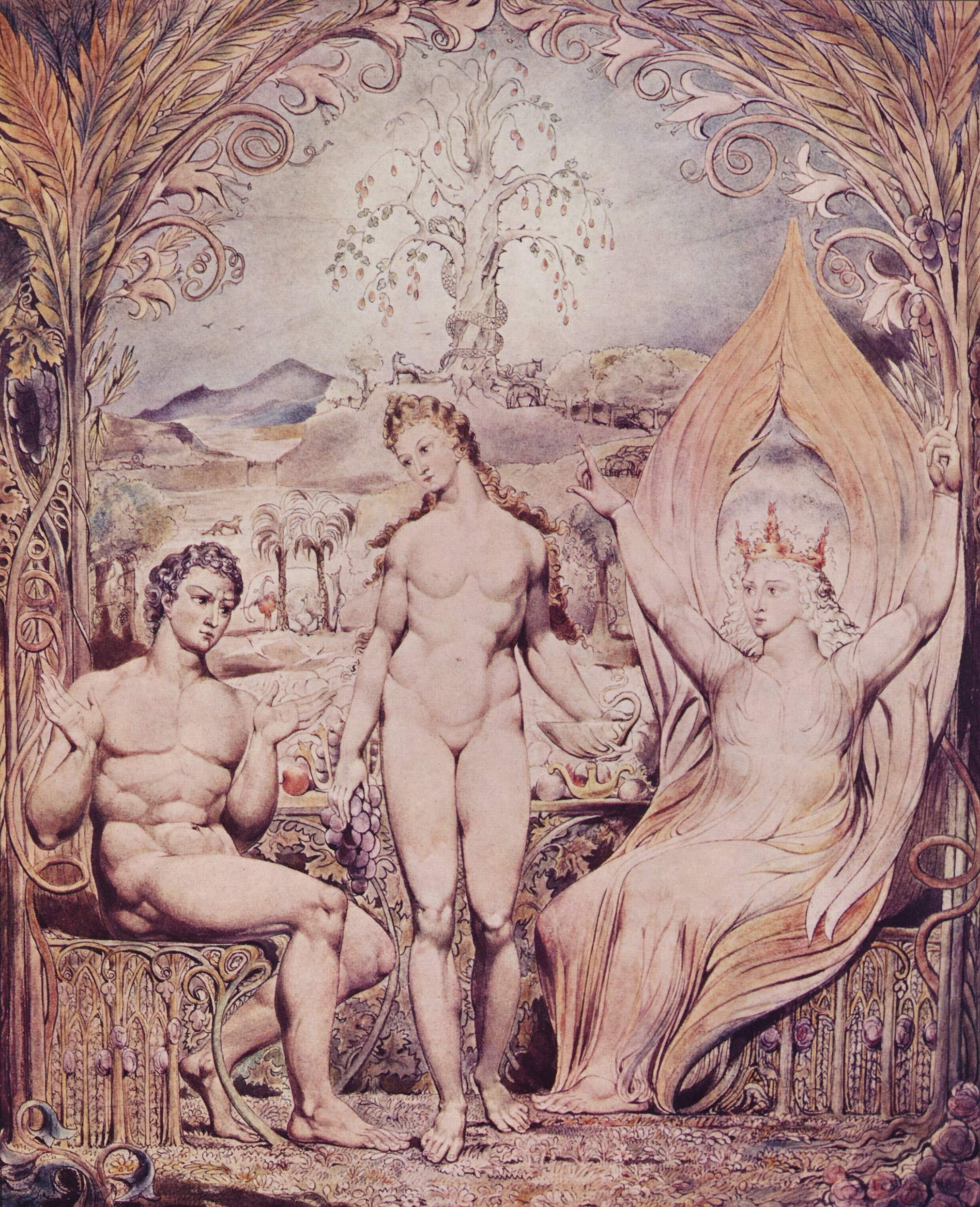
Aartsengel Rafaël en Adam en Eva, 1808, Museum of Fine Arts, Boston
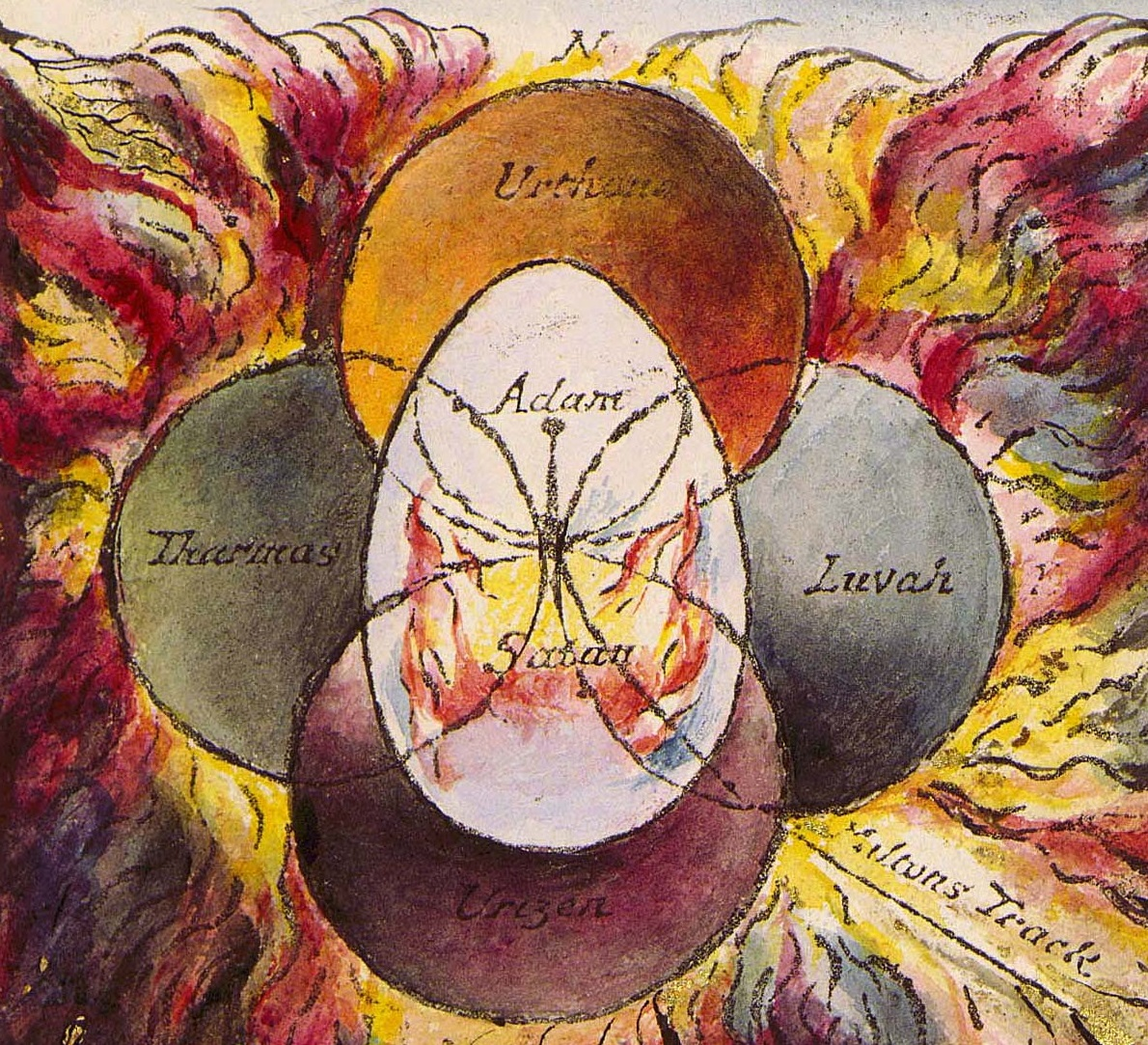
De Vier Zoas, 1811, New York Public Library, New York